# Eerste Luchtverkeer Tentoonstelling Amsterdam

Affiche uit 1919 voor de ELTA

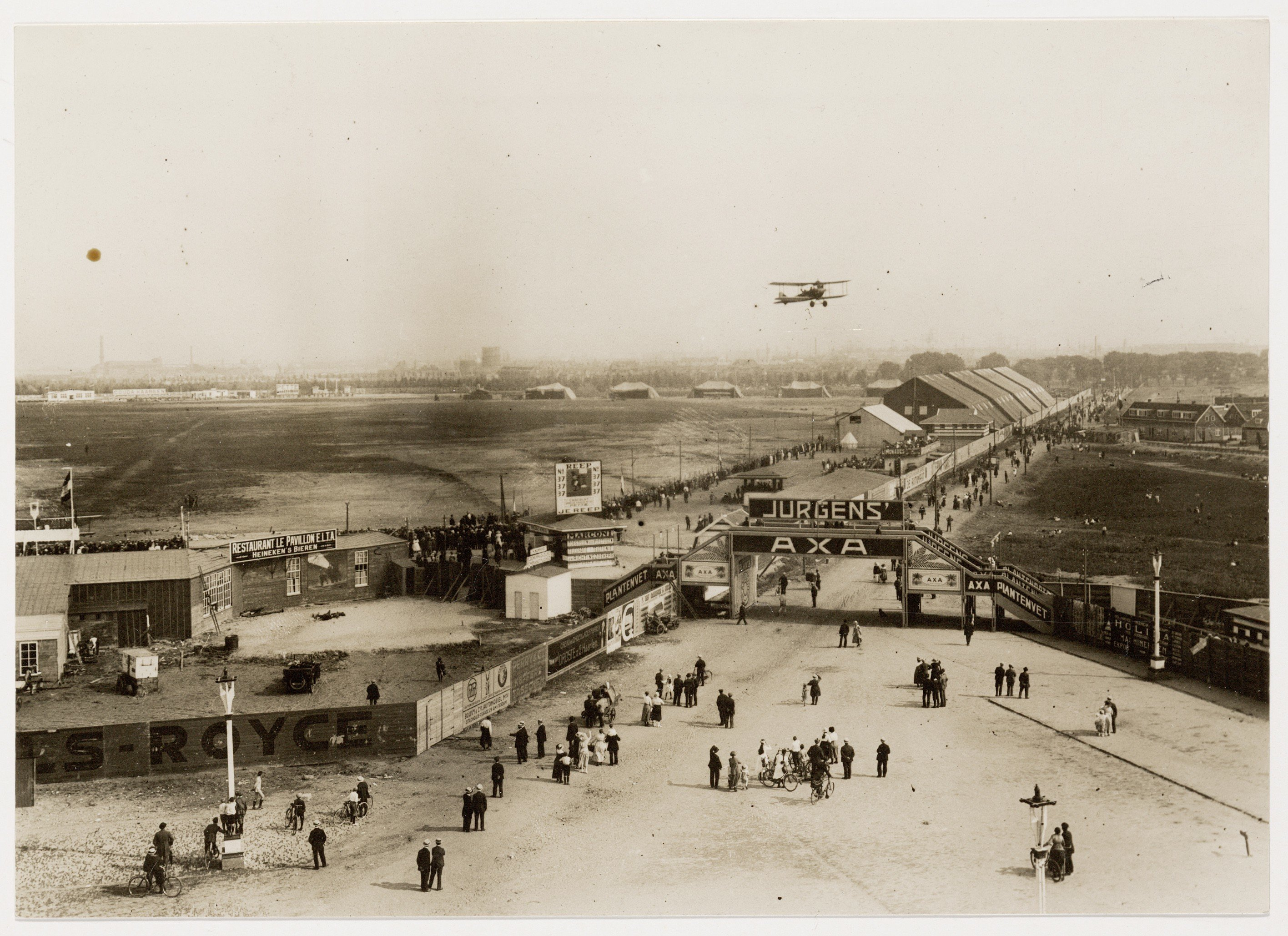
ELTA luchtverkeer tentoonstelling op het terrein van de latere Fokkerfabriek

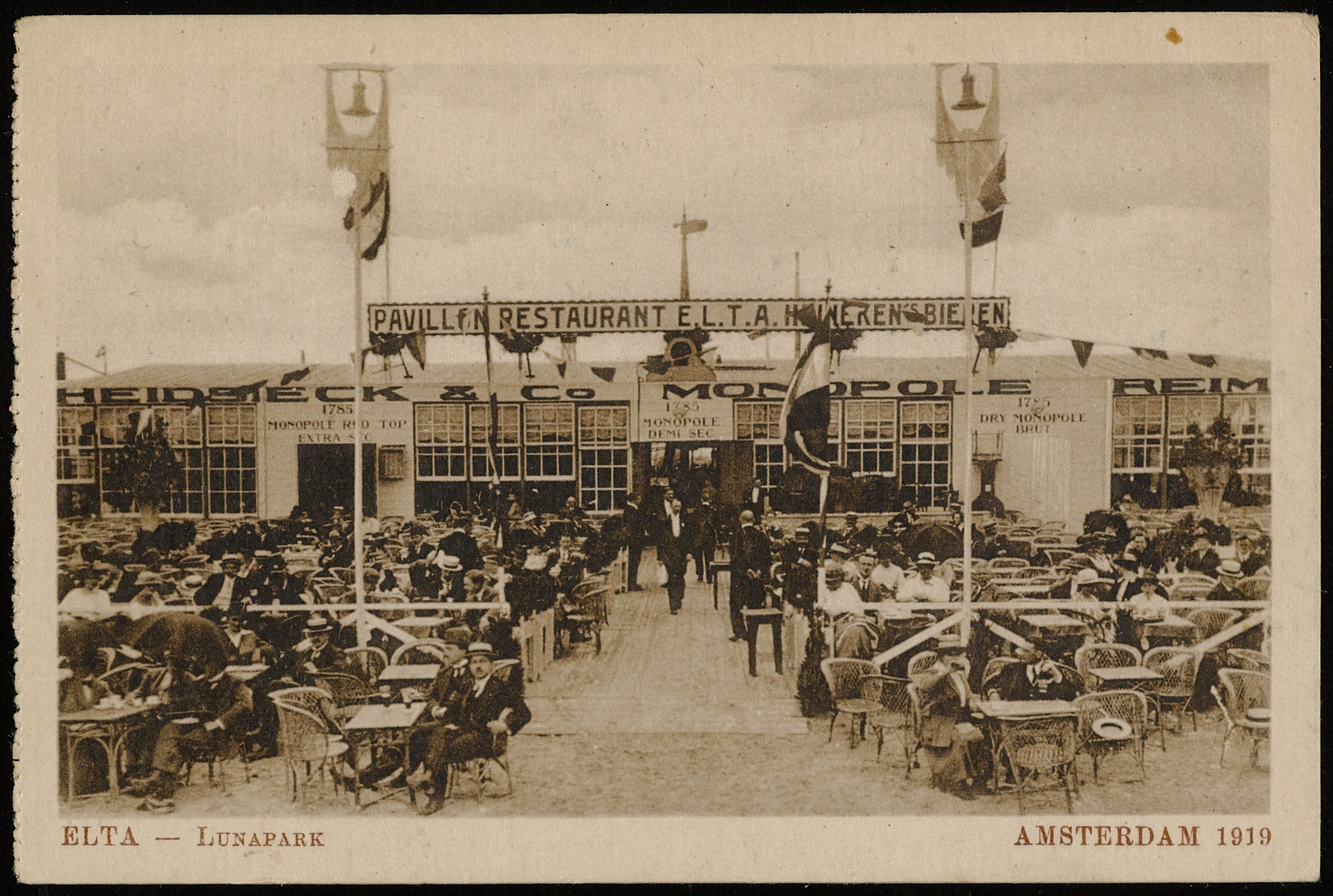
Lunapark op de ELTA

De ELTA (Eerste Luchtverkeer Tentoonstelling Amsterdam) was een tentoonstelling over de luchtvaart, die van 1 augustus tot 14 september 1919 werd gehouden in Amsterdam-Noord. Het evenement werd mede georganiseerd door Albert Plesman en Marinus Hofstee, beiden luitenant-vlieger bij de Luchtvaartafdeeling (LVA).

## Gebeurtenissen
Nog voor de opening voor het publiek verongelukte een toestel. Het toestel kwam uit De Mok met luitenant- vliegenier G.W. Bakker en sergeant-mecanicien Atse Sijtse Kröger. Het vliegtuig stortte neer op het dak van een loods die behoorde tot wasserij De Lelie (‘De Lelie’ wascht blank als ’n lelie) aan de Asterweg 17-19. Bakker raakte zwaar gewond en de 33-jarige Atse Sijtse Kröger kwam om het leven.
In een grote tentoonstellingshal aan de Papaverweg in de Buiksloterham toonden (uitsluitend voormalig geallieerde) vliegtuigbouwers uit binnen- en buitenland hun producten. In totaal stonden er 51 vliegtuigen opgesteld. Doel van de ELTA was het Nederlandse publiek enthousiast te maken voor de luchtvaart, dit was gelukt want de ELTA werd bezocht door ongeveer 500.000 mensen.   Daarnaast was een luchtvaartterrein waar vliegdemonstraties werden gegeven. Er werden rondvluchten georganiseerd, waarvan, ondanks de toenmalige hoge prijs van 40 gulden per vlucht, ruim 4000 keer gebruik werd gemaakt. Er werd ook een luchtrace georganiseerd, die door Gaston Damelincourt in een Farman F.50P werd gewonnen. Daarnaast was er een stervlucht door Nederland uitsluitend voor de Nederlandse militaire Rumpler C.VIII en Spyker V.2. Een geplande race met vliegboten werd na de dood van luitenant J. Heckmann afgezegd.
Koninklijke interesse was er van Koningin Wilhelmina, Prins Hendrik en Koningin-moeder Emma. Imposant was ook de aankomst van vijf Engelse Felixstowe F.5 vliegboten en twee Engelse luchtschepen. Behalve de vluchten vanaf de ELTA vlogen diverse buitenlandse vliegtuigen naar andere plaatsen in Nederland voor rond- en demonstratievluchten. Daar onder: Heerenveen, Winschoten (hier vielen twee doden), Heerlen, Rotterdam en De Kooy. Italiaanse vliegboten waren gestationeerd op Texel en vlogen indien nodig naar Amsterdam voor demonstraties. Enkele Engelse en Italiaanse piloten bleven na de ELTA nog in Nederland voor het uitvoeren van rondvluchten.
Aangespoord door het grote succes van de ELTA werd op 7 oktober 1919 de KLM opgericht. Mede-organisator van de ELTA Albert Plesman werd na afloop van de ELTA verzocht deze nieuwe Nederlandse luchtvaartmaatschappij te gaan leiden. Op het voormalige tentoonstellingsterrein vestigde Anthony Fokker zijn fabriek. Het laatste vliegtuig dat uit Amsterdam terug naar huis vloog was de Handley Page V/1500, die pas in oktober 1919 naar Engeland terugvloog.

## Bestuur
Het bestuur werd gevormd door:
- Generaal C.J. Snijders, voorzitter van het algemeen bestuur
- Luitenant A. Plesman, voorzitter van het dagelijks bestuur
- Luitenant M.L.J. Hofstee, eerste secretaris van het dagelijks bestuur
- E. Fuld, penningmeester van het dagelijks bestuur
- W.F. Boterhoven de Haan, tweede secretaris van het dagelijks bestuur
- Ir. A.G. von Baumhauer, bestuurslid van het dagelijks bestuur
- C.R.T. Baron Krayenhoff, bestuurslid van het dagelijks bestuur
- D. Manassen, bestuurslid van het dagelijks bestuur
- H. Nieuwenhuis, bestuurslid van het dagelijks bestuur
- Jhr. A.H. op ten Noort, bestuurslid van het dagelijks bestuur

## Deelnemers
Deelnemers aan de vliegdemonstraties waren onder anderen:
- W.H.F. Giel (1ste luitenant-waarnemer Koninklijk Nederlandsch-Indisch Leger (2de prijs: gouden vestzakhorloge).
- Tom Schilperoort (journalist)
- Willem Versteegh (Spijker V.3 en Fokker D.VII)
- Anthony Fokker (diverse Fokkerproducten)
- sergeant A.S. Kröger (Friedrichshafen FF 33L)
- luitenant J. Heckmann (Friedrichshafen FF 33L, stortte neer en overleed)
- major Henry 'Duke' Meintjes (Handley Page)
- Bernard de Waal (Fokkers vliegtuigen)
- Adolf Parge (Fokker D VII, C I en andere)
- captain Brown (Avro 504K en Avro 534 Baby)
- captain H.A. Hammersley (Avro 534 Baby)
- D. Shanks (Avro 504K)
- Frits Koolhoven
- major Christopher Draper (B.A.T. F.K.23 Bantam en B.A.T. F.K.26 Commercial)
- Robin Duke (B.A.T. F.K.23 Bantam)
- captain Cyril Turner (B.A.T. F.K.23 Bantam)
- captain Stanley Cockerell (Vickers F.B.28 Commercial)
- captain H. J. Saint (Airco D.H.9B)
- captain Gerald Gathergood (Airco D.H.9R)
- mr. Ash (Gosport Flying Boat)
- lieutenant Eardley 'Bill' Lawford (Airco D.H.9B)
- captain W.G.R. Hinchliffe (Avro 504K en Avro 534 Baby)
- sergeant (P?) Pike (Handley Page V/1500)
- Reginald W. Kenworthy (Blackburn R.T.1 Kangaroo)
- captain Sidney John Woolley (Blackburn R.T.1 Kangaroo)
- major Richard Minshull Spencer Veale (Blackburn R.T.1 Kangaroo)
- lieutenant-colonel R. Hope Veere (Felixstowe F.5)
- captain W.H.N. Shakespeare (Handley Page O/7)
- lieutenant-Colonel W. Sholto Douglas (Handley Page V/1500)
- captain Andrew Glover Ingles (Avro 504 and Avro 536 Baby)
- captain Frank Leonard Roberts (Australia, Avro 504K en Avro 536 Baby)
- Bonaccini (onbevestigd)
- lieutenant Righi (Caproni Ca.57)
- lieutenant Manlio Borri (Caproni Ca.450)
- lieutenant Arturo Ferrarin (Ansalso A.1 Balilla)
- captain Barzotti
- lieutenant Alberto Lelo Portela (Breguet 14A.2)
- lieutenant António de Souza Maya (Breguet 14A.2)
- lieutenant Francesco Brack Papa (Fiat B.R.)
- lieutenant Umberto Guglielmotti (Ansaldo SVA.10)
- lieutenant colonel B.F. Castle A.S. (De Havilland D.H.4A, in de VS gebouwd)
- major Melvin Hall M.A.A.S.
- lieutenant Gaston Damelincourt (Farman F.50P)
- captain René Fonck (Spad 15/5)
- lieutenant Georges Flachaire (Nieuport 29C.1)
- captain Robert Lafon (S.E.A.4)
- Alfred Fronval (Morane-Saulnier MoS.30bis)
- Gaston Bourgeois (Morane-Saulnier MoS.35)
- Georg Boulard (Caudron G 3)
- Albert Duchereux (Farman F.46)
- Pierre Chanteloup (Caudron G.III)
- lieutenant Henri Roget (Breguet 14T2 Salon en 17C.2)
- Mario Stoppani (Ansaldo A300/2)
- lieutenant Moltari (Caproni Ca.57)
- lieutenant Guido Marseiro (Ansaldo SVA.10)
- lieutenant Conte di Robilant (Macchi M.8)
- lieutenant Umberto Guarnieri (Savoia S.13 en Macchi M.8)
- lieutenant Campucci (Savoia S.13)
- captain Marquis Giulio Laureati (Caproni Ca.48)
- lieutenant Umberto Maddalena (Savoia S.9)

## Aanwezige toestellen
De volgende toestellen waren aanwezig (tussen haakjes het aantal toestellen);
- Carley S.1 (1)
- Fokker C.I (2)
- Fokker D.VII (1)
- Fokker D.VIII (1)
- Fokker M 17E (D.II) (1)
- Fokker V 33 (experimentele D.VI) (1)
- Fokker V 36 (prototype D.VII) (1)
- Fokker V 39 (sportversie D.VIII) (1)
- Fokker V 42 (zweefvliegtuig) (1)
- LVG B.I (1)
- Rumpler C.VIII (8)
- Spyker V.2 (1 + een aantal tijdens de stervlucht)
- Spyker V.3 (1)
- Van Berkel W-A (1)
- Vreeburg A.2M (1)
- Friedrichshafen FF 33L (3+)
- Friedrichshafen FF 49C (1)

Buitenlandse deelname:
- Airco D.H.4A (1)
- Airco D.H.9B (1)
- Airco D.H.9R (1)
- Airco D.H.10 (1)
- Airco D.H.16 (1)
- Ansaldo A.1 Balilla (1)
- Ansaldo A300/2 (1)
- Ansaldo SVA.10 (3)
- Armstrong Whitworth R.33 (1)
- Avro 504K (5)
- Avro 504L (2)
- Avro 534 Baby (1)
- Avro 536 (2)
- B.A.T. F.K.23 Bantam (3)
- B.A.T. F.K.26 Limousine (1-2)
- B.A.T. F.K.28 Crow (1)
- Blackburn R.T.1 Kangaroo (3)
- Breguet 14T2 Salon (1, prototype)
- Breguet 14A.2 (2)
- Breguet 17C.2 (1)
- Caproni Ca.48 (1)
- Caproni Ca.57 (1)
- Caproni Ca.450 (1)
- Caudron G.III (3)
- Farman F.46 (1)
- Farman F.50P (1)
- Farman F.60 Goliath (1)
- Fiat B.R (1)
- Felixstowe F.2A (1)
- Gosport Felixstowe F.5 (5)
- Gosport Flying Boat (1)
- Handley Page O/7 (3)
- Handley Page V/1500 (1)
- Macchi M.7 (1)
- Macchi M.8 (1)
- Morane-Saulnier MoS.30bis (1)
- Morane-Saulnier MoS.35 (1)
- Nieuport 29C.1 (1)
- Savoia S.9 (1)
- Savoia S.13 (1)
- Short R.32 (1)
- SPAD S.XV/5 (1)
- SEA-4 (1)
- Vickers F.B.27 Vimy (1)
- Vickers F.B.28 Vimy Commercial (1)